# Diaková
Diaková (in ungherese Deákfalu) è un comune della Slovacchia facente parte del distretto di Martin, nella regione di Žilina.